# Garb Pińczowski
Garb Pińczowski (342.27, nazywany też Garbem Wójczańsko-Pińczowskim) – wypiętrzenie znajdujące się w województwie świętokrzyskim. Jest położone pomiędzy Niecką Solecką i Niecką Połaniecką. Stanowi część Niecki Nidziańskiej. Wysokość najwyżej położonych punktów dochodzi do 330 m n.p.m.
Garb zbudowany jest głównie z margli kredowych. Występują tu także utwory z miocenu, m.in. gipsy i wapienie litotamniowe.
W przeważającej części jest to teren rolniczy. Niewielkie lasy występują w zachodniej części regionu.